# Mustafa El Haddaoui
Mustafa El Haddaoui (in arabo مصطفى الحداوي ‎?; Casablanca, 28 luglio 1961) è un ex calciatore marocchino, di ruolo centrocampista.

## Palmarès

### Club

#### Competizioni nazionali
- Coppa del Marocco: 1

Raja Casablanca: 1984